# William Eubank
William Eubank est un réalisateur, scénariste et directeur de la photographie américain né le 15 novembre 1982 à Holyoke dans le Massachusetts. Il est le frère de l'auteur et scénariste Carlyle Eubank (en).

## Biographie
William Eubank nait le 15 novembre 1982 à Holyoke dans le comté de Hampden dans l’État du Massachusetts. Son père, Carlyle Eubank II, est un consultant des beaux-arts et ancien appraiser (en) pour la société de vente aux enchères Christie's. Sa mère, Patricia Reeder Eubank, est auteure et illustratrice de livres pour enfants.
Il grandit dans la vallée de Santa Ynez en Californie avec ses parents, sa grande sœur et ses deux petits frères,.
Il grandit en étant très inspiré par son grand-père, ancien photographe de terrain pour l'US Navy. William Eubank rejoint donc plus tard l'Académie navale d'Annapolis comme photographe,.
Comme les cinéastes Steven Spielberg et David Lynch, il a été membre des Boy Scouts of America où il a obtenu le grade d'Eagle Scout,.
Il commence sa carrière à 18 ans comme cadreur et opérateur-caméra. Il filme quelques combats de l'Ultimate Fighting Championship. Il fréquente ensuite l'Université de Californie à Los Angeles où il étudie la cosmologie. Après deux ans d'études sans pouvoir assister au UCLA School of Theater, Film and Television, il s'impatiente et décide de travailler chez Panavision à Woodland Hills comme technicien réparateur de caméras puis comme ingénieur de la vision.
Il travaille durant huit ans chez Panavision. Il représente à cinq reprises la société au festival du film de Sundance, où il conforte ses rêves de devenir réalisateur. Son rôle chez Panavision est notamment de promouvoir la caméra numérique Panavision HD-900F (en) développée avec Sony dès 1997. Elle deviendra célèbre notamment grâce à son utilisation par George Lucas pour Star Wars, épisode II : L'Attaque des clones (2002),. Son travail chez Panavision l'amène sur les plateaux de tournage de films comme Collatéral (2004) de Michael Mann et Superman Returns (2006) de Bryan Singer comme ingénieur de la vision. Cette expérience et ces années passées chez Panavision constituent selon lui l'école de cinéma qu'il n'a jamais pu faire.
En 2007, il est approché par Tom DeLonge qui souhaite des vidéos et supports visuels pour son groupe de rock Angels and Airwaves. Il réalise plusieurs clips notamment celui de Surrender,. William Eubank commence à développer son premier long métrage, Space Time : L'Ultime Odyssée (Love), avec l'aide des membres d'Angels and Airwaves. Il s'inspire de La Ligne rouge de Terrence Malick. Il passe quatre ans à développer son film, où il officie comme réalisateur, scénariste, chef décorateur ou encore directeur de la photographie. Il construit les décors de la station spatiale internationale et de la Guerre de Sécession dans l'arrière-cour de la maison de ses parents. Le film est présenté en avant-première au festival international du film de Santa Barbara 2011, puis dans d'autres festivals comme le festival international du film d'Athènes 2011 où William Eubank obtient le prix du meilleur réalisateur. Le film est par ailleurs diffusé dans 460 salles de cinéma pendant la tournée Love Live d'Angels and Airwaves.
Après avoir officié comme directeur de la photographie pour plusieurs vidéofilms, il travaille comme réalisateur de la seconde équipe pour Broken City d'Allen Hughes, qui sort en 2013.
En 2014, sort son second long métrage comme réalisateur, The Signal. Il signe le scénario avec l'aide de David Frigerio (en) et de son frère Carlyle Eubank (en). En interview, il avoue avoir été inspiré pour ce film par le travail de Rod Serling, notamment La Quatrième Dimension. Il cite également Stanley Kubrick et David Lynch comme influences, ainsi que les films Pi, Moon et Cube. Pour le style visuel, il a eu pour modèles le western spaghetti, Man on Fire et Hanna. Les acteurs sont choisis au Nouveau-Mexique via Skype. On retrouve également Brenton Thwaites, Olivia Cooke et Beau Knapp. Le film est présenté hors compétition au festival du film de Sundance 2014. Les critiques seront plutôt mitigées, malgré une tendance à louer les qualités visuelles et esthétiques du film.
En 2016, il collabore avec la 20th Century Fox et Chernin Entertainment pour un autre film de science-fiction, Underwater. Il bénéficie alors d'un budget beaucoup plus important que pour ses précédentes réalisations. Il met en scène Kristen Stewart, Jessica Henwick, T. J. Miller et Vincent Cassel qui incarnent des survivants d'une plateforme sous-marine. Le tournage débute en mars 2017 à La Nouvelle-Orléans. Cependant, la sortie est fortement repoussée par l'acquisition de 21st Century Fox par Disney en mars 2019. Le film ne sort qu'en janvier 2020.

## Filmographie
Sauf indication contraire, les informations mentionnées dans cette section peuvent être confirmées par la base de données cinématographiques IMDb,  présente dans la section « Liens externes ».

### Réalisateur
- 2011 : Space Time : L'Ultime Odyssée (Love) (également scénariste)
- 2014 : The Signal (également scénariste)
- 2020 : Underwater
- 2021 : Paranormal Activity : Next of Kin
- 2024 : Land of Bad

### Directeur de la photographie
- 2010 : Caught in the Crossfire (en) de Brian A. Miller
- 2010 : Level 26: Dark Prophecy d'Anthony E. Zuiker
- 2011 : Wreckage de John Mallory Asher
- 2011 : The Redemption (House of the Rising Sun) de Brian A. Miller
- 2011 : Space Time : L'Ultime Odyssée (Love) de lui-même
- 2012 : Crave (en) de Charles de Lauzirika
- 2012 : Awakening World (documentaire) de Sebastian Siegel
- 2012 : Yellow de Nick Cassavetes (seconde équipe)
- 2014 : The Outsider de Brian A. Miller (photographie additionnelle uniquement)

### Autres
- 2004 : Collatéral (Collateral) de Michael Mann (ingénieur de la vision)
- 2005 : Braqueurs amateurs (Fun with Dick and Jane) de Dean Parisot (technicien HD)
- 2006 : Superman Returns de Bryan Singer (ingénieur de la vision)
- 2006 : Dust of Life de Le-Van Kiet (monteur, coproducteur)
- 2013 : Broken City d'Allen Hughes (réalisateur de la seconde équipe)

## Distinctions
- Festival international du film d'Athènes 2011 : meilleur réalisateur pour Space Time : L'Ultime Odyssée[24]
- Festival international du film de Santa Barbara 2011 : nomination au Panavision Spirit Award for Independent Cinema